# Jacamerops aureus
Lo jacamar maggiore (Jacamerops aureus (Statius Müller, 1776)) è un uccello piciforme della famiglia Galbulidae. È l'unica specie del genere Jacamerops.